# میلانلو سفلی
میلانلو سفلی روستایی در دهستان جیرستان بخش سرحد شهرستان شیروان استان خراسان شمالی ایران است.

## جمعیت
بر پایه سرشماری عمومی نفوس و مسکن در سال ۱۳۹۵ جمعیت این مکان ۹۲ نفر (۳۱خانوار) بوده‌است.